# 7315 Kolbe
7315 Kolbe è un asteroide della fascia principale. Scoperto nel 1973, presenta un'orbita caratterizzata da un semiasse maggiore pari a 2,5511280 au e da un'eccentricità di 0,0698865, inclinata di 3,12394° rispetto all'eclittica.
L'asteroide è dedicato allo scultore tedesco Georg Kolbe.